# Дискриминация потребителей наркотиков
Дискриминация потребителей наркотиков — ограничение прав лиц, замеченных в употреблении наркотиков или страдающих зависимостью от наркотиков. В процессе стигматизации наркозависимые наделяются стереотипными чертами, что создаёт в отношении их атмосферу страха и не объективизированной угрозы. В некоторых своих проявлениях дискриминация наркозависимых сопряжена с нарушением прав человека.
Экономическая теория наркотиков исходит из того, что производитель наркотиков реализует свою рыночную власть путём сегментной ценовой дискриминации, разделяя устойчиво наркозависимых и рекреационных потребителей наркотиков.

## Стигмы
«Наркотик» — широко распространившееся изначально сленговое слово, означающее вещество из списка наркотических средств; по сути, это юридический, а не медицинский термин, так как не существует признаков, по которым все запрещённые психоактивные вещества принципиально отличались бы от разрешённых.
Наркоман — опустившееся, безвольное, порочное существо, уничтожающее всё живое, угроза обществу и нашим детямУчебник для курсантов академии МВД РФ по профилактике преступлений в сфере незаконного оборота наркотиков
Слово «наркоман» больше характеризует отношение говорящего, чем того, кого им описывают (один аспект выдвигается как занимающий центральное место среди всех характеристик человека), так как в глазах обывателей и некоторых врачей наркоманом становится не только больной наркоманией, но любой, кто употребил наркотик:
любой человек, задержанный с наркотиками милицией, является наркоманомд.м.н. профессор Эдуард Арменакович Бабаян
Наконец, «употребление наркотика» почти всегда трактуется как злоупотребление уже из-за самого факта того, что наркотик запрещён, в то время как:
Тот факт, что употребление определённого вещества вызывает неодобрение со стороны другого лица или общества в целом или может привести к социально негативным последствиям, таким как арест или расторжение брака, ещё не является доказательством употребления с вредными последствиямиМКБ-10, раздел F1
Социальная стигматизация потребителей наркотиков влияет также на наркологов и врачей, использующих для лечения ограниченные в обороте лекарства.
В околонаркотической риторике встречаются следующие слова и словосочетания:
- «наркокайф»[5] — эйфория от потребления наркотика,
- «наркошприц»[6] — шприц с наркотиком либо его остатками,
- «наркопост»[7] — специализированный профилактический орган,
- «наркоклан»[8] — группировка наркозависимых наркоторговцев и примкнувших к ним,
- «война с наркотиками»[9] — комплекс заградительных, запретительных и карательных мер, направленных против наркотиков, наркозависимых и наркоторговцев,
- «наркофронт»[10] — место «войны с наркотиками»,
- «наркотрафик»,
- «внешняя наркоагрессия»[11] — систематический ввоз и распространение наркотиков иностранной группой лиц,
- «наркотерроризм»[12] — терроризм, существующий на деньги от продажи наркотиков,

которые закрепляют отдаление наркоманов от здоровых членов общества.

## Причины
Наркотики (особенно опиоиды и стимуляторы) воздействуют напрямую на мозг, зачастую изменяют мотивационные механизмы таким образом, что человек выпадает из своей роли в социуме и может деградировать.
Опыт нелегальной деятельности, связанный с приобретением наркотиков на чёрном рынке, а также синдром отмены вместе с высокой стоимостью наркотиков могут приводить к криминализации способов добывания денег наркозависимым.
Важную роль в процессе дискриминации играет отсутствие объективной информации о наркомании и потребителях наркотиков, вызываемое законодательными барьерами для научных исследований, вытеснение подобной информации пропагандой разного рода, мало имеющей отношения к объективной ситуации.
Среди потребителей инъекционных наркотиков выше, чем среди остальных потребителей наркотиков, заболеваемость ВИЧ-инфекцией, однако карательные и дискриминирующие меры по отношению к потребителям наркотиков не способны устранить ни распространение наркомании, ни ВИЧ.

## Проявления
Дискриминация проявляется в недифференцированном подходе ко всем потребителям наркотиков, без учёта того, какие наркотики они применяют. При том, что в дискриминации алкоголиков, никотинозависимых и токсикоманов есть схожие с дискриминацией наркоманов черты, отсутствуют законодательные запреты на табак, алкогольные напитки и растворители.
Употребление наркотиков в рамках виктимологии определяется как преступление без жертвы — в случае, если наркозависимый отрицает, что ему нанесён вред, и выполняет свои социальные обязанности по отношению к близким, нет лица, которое могло бы заявить о причинённом ему вреде. Таким образом, запрет наркотиков приводит к дискриминации тех лиц, которые способны контролировать употребление психоактивных веществ. Запрещая добровольную эвтаназию, употребление наркотиков и аборты, государство нарушает право собственности человека на своё тело, отрицает суверенитет личности.
Одной из форм дискриминации потребителей наркотиков является, в частности, повсеместная практика постановки на наркологический учёт без добровольного информированного согласия и использование наркоучёта в далёких от медицины целях, что влечёт за собой ущемление гражданских и социальных прав широкого круга лиц. Например, при приёме на работу наркоманы часто дискриминируются по болезни.
В некоторых странах мира практикуется недобровольное лечение наркоманов, в том числе в Китае, Индии, Вьетнаме, Малайзии и части иных азиатских стран. Недобровольное лечение наркомании подвергается критике со стороны мирового медицинского сообщества: критики исходят из понятия нарушений прав человека, а также из представлений о том, что «амбициозные цели избавить общество от наркотиков и вылечить всех наркоманов являются нереалистичными». В ряде стран Азии и Африки также принято считать, что наркоманы являются преступниками и заслуживают наказания, поэтому наркоманов выявляет полиция при облавах и добровольно за медицинской помощью они не обращаются:503.
В условиях коррупции при задержании потребитель наркотиков или человек, относительно которого у сотрудников внутренних дел есть достаточные основания полагать, что он потребляет наркотики, рискует своей свободой больше, чем «наркобарон».

## История дискриминации в СССР и России

### СССР
Наркозависимые лица в СССР обязаны были, пройдя курс дезинтоксикации, наблюдаться у нарколога в течение пяти лет. В течение этих пяти лет пациент находился на учёте в наркологическом диспансере, и лишь при условии полного воздержания пациента через пять лет снимали с учёта, в случае же хотя бы однократного срыва пятилетний срок начинался заново. Лица, состоявшие на учёте в наркологическом диспансере, были ограничены в правах — в частности, лишались права управлять транспортными средствами и права занимать некоторые должности. Правоохранительным органам регулярно сообщалась информация о лицах, состоящих на наркологическом учёте.
Если наркоман отказывался от лечения или нарушал режим после его прохождения, его могли направить на срок от шести месяцев до двух лет в лечебно-трудовой профилакторий (ЛТП) — учреждение, предназначенное для лиц, которые по решению суда направлялись на принудительное лечение от наркомании и алкоголизма. Фактически лица с наркозависимостью, отказывавшиеся от лечения или продолжавшие употреблять наркотики, считались уголовными элементами, и режим содержания в профилакториях напоминал режим в исправительных колониях. Основным методом лечения в профилакториях был принудительный труд больного. Граждан направляли в ЛТП по постановлению районных судов сроком от 6 месяцев до 2 лет, судопроизводство при этом проходило по упрощённой процедуре по сравнению с обычным уголовным судопроизводством. Такие решения суда являлись окончательными и не подлежали обжалованию в кассационном порядке. За побег из профилактория была установлена уголовная ответственность: побеги наказывались лишением свободы сроком до года.
Положения о лечебно-трудовых профилакториях, принятые в республиках СССР, и нормативные акты МВД СССР распространяли режим принудительного лечения в ЛТП, близкий к режиму отбывания уголовного наказания, на лиц, не совершивших преступных деяний, что обуславливало нарушения их конституционных прав и свобод. Большинство ограничений прав лиц, содержащихся в профилакториях, не вызывалось необходимостью лечения. Лица освобождались из ЛТП не по медицинским показаниям, а по истечении срока содержания, установленного судом.
Как отмечали специалисты в области наркологии, говорить об эффективности «лечения», проводившегося в профилакториях, нет оснований. Кроме того, многие «пациенты» начинали в ЛТП приём других средств, вызывающих изменение психического состояния. Известный психиатр и нарколог директор Института исследований проблем психического здоровья профессор В. Д. Менделевич пишет, что «эффективность ЛТП близка к нулю. Дело в том, что ЛТП базируются на принципе принуждения — туда приводили людей, закрывали их на замок, но не лечили. В итоге они выходили оттуда и продолжали принимать наркотики».
Директор ННЦ наркологии профессор Н. Н. Иванец указывает на ряд крупных недостатков, присущих организации ЛТП: «плохо организованный лечебный процесс с минимальным участием психотерапевтов; недостаточную реабилитационную работу с больными; организацию трудотерапии зачастую без учёта особенностей личности пациента; нередко чрезмерно строгий (фактически тюремный) режим». Он также отмечает, что процент длительных ремиссий после лечения в ЛТП был очень низким.
Правозащитники в СССР называли лечебно-трудовые профилактории частью советской карательной системы. 25 октября 1990 года Комитет конституционного надзора СССР принял заключение, согласно которому некоторые из норм действовавшего тогда законодательства СССР в этой сфере были признаны несоответствующими Конституции СССР и международным нормам в области прав человека.

### Российская Федерация
После распада Советского Союза система ЛТП была ликвидирована в большинстве бывших союзных республик. В 1993 году вышел и 1 июля 1994 года вступил в законную силу Указ Бориса Ельцина, ликвидировавший лечебно-трудовые профилактории в России. Теперь ЛТП существуют только в Белоруссии, Туркменистане и непризнанной Приднестровской Молдавской Республике, однако вопрос о возрождении системы лечебно-трудовых профилакториев поднимался и в России. В частности, с такой инициативой выступали Федеральная служба по контролю за оборотом наркотиков (директор ФСКН В. П. Иванов) и главный нарколог России Евгений Брюн.
Законодательство РФ гарантирует конфиденциальность медицинской информации для всех категорий пациентов и соблюдение принципа добровольности лечения на основе информированного согласия, запрещает любую дискриминацию по признаку состояния здоровья. Тем не менее в РФ имеет место ряд нарушений прав наркопотребителей. В частности, по данным исследований, проведенных Human Rights Watch в России, отмечались, согласно публикации 2007 года, такие проблемы, как отсутствие для подавляющего большинства наркозависимых лиц доступа к лечебным методикам с подтверждённой эффективностью и низкая эффективность лечения наркозависимости, отсутствие во многих регионах государственных медицинских и психологических услуг по реабилитации (во многих государственных наркологических учреждениях оказываются только услуги по дезинтоксикации), отсутствие в некоторых регионах программ снижения вреда (в том числе отсутствие пунктов обмена шприцев), необходимость в ряде случаев оплачивать лечение даже при обращении в государственные наркологические учреждения, система постановки на учёт в государственных наркологических учреждениях и ограничения в гражданских правах вследствие постановки на учёт, коррумпированность врачей-наркологов в государственной системе, наличие очередей на поступление в стационар и бюрократические процедуры при поступлении на стационарное лечение (в ряде случаев это приводит к тому, что наркоман поневоле продолжает приём наркотика, дожидаясь очереди на поступление в стационар или собирая необходимые справки), массированное применение при дезинтоксикации в стационарах излишне сильных успокоительных препаратов, неудовлетворительные условия в стационарных наркологических учреждениях, разглашение конфиденциальных сведений о пациентах (правоохранительным органам, родственникам и работодателям), привлечение наркопотребителей к уголовной ответственности за хранение небольшой дозы наркотика (при этом они могли привлекаться к уголовной ответственности по той же статье, что и наркодилеры, хранившие большое количество наркотика для продажи), запрет для частных наркологических учреждений на оказание услуг по медикаментозной дезинтоксикации.

## Последствия дискриминации и способы борьбы с ней
Наркоманы вследствие дискриминации ещё больше изолируются (что приводит к большей утере контроля над ними), а здоровые люди испытывают негативное психическое воздействие созданного стереотипного образа наркомана. Считается, что противоправная деятельность наркозависимых нередко является ответной реакцией на стигматизацию и дискриминацию их со стороны общества.
Существуют кампании, направленные против существующей культуры страха перед наркотиками.
Некоторые исследователи рассматривают запреты на распространение и употребление наркотиков как нарушение когнитивной свободы человека.
В России работой с наркофобией занимаются такие общественные организации, как «Фонд Андрея Рылькова», «Рука помощи» и другие.

## В культуре и общественной жизни
- Песня группы Ленинград «Никто не любит»
- Сообщество «Наркофобия» в социальной сети facebook и сайт narcophobia.ru